# Bandera de Camargo
La Bandera de Camargo es una competición anual de remo, concretamente de traineras, que tiene lugar en aguas del municipio de Camargo desde 1986, organizada por el Club de Remo Camargo y patrocinada por el Ayuntamiento de Camargo. No se disputó en los años 1989, 2000, 2001, 2002, 2005, 2014 y 2015 ya que la trainera del club organizador no compitió en dichas temporadas.

## Historia
La regata se disputa en la bahía de Santander en el tramo comprendido entre la punta de Maliaño frente al final de la pista 29 del Aeropuerto Seve Ballesteros-Santander y la punta de Las Palomas, en la desembocadura de la  ría de Solía. La regata se desarrolla por el sistema de tandas por calles. En categoría masculina se bogan cuatro largos y tres ciabogas lo que totaliza un recorrido de 3 millas náuticas que equivalen a 5556 metros, en categoría femenina se reman dos largos y una ciabogas lo que supone un recorrido de 1.5 millas náuticas que equivalen a 2778 metros.
Esta regata es puntuable bien para la Liga ACT (temporada 2011), o bien para la Liga ARC (temporadas 2006 a 2010 y de 2012 a 2023) en función de en cuál de ellas militase el Club de Remo Camargo, ya que tanto la Liga ACT como la Liga ARC exigen a los clubes que participan en dichas competiciones la organización de al menos una regata.
A partir del año 2023, se celebra el Memorial Fernando López Lejardi, quien fuera fundador y directivo del club organizador de la regata.
En la temporada 2018, se disputó una regata femenina dentro de la Liga ETE bajo el nombre I Bandera Cantabria en Rosa Camargo, no volviéndose a disputar hasta la temporada 2022 con la denominación II Bandera de Traineras Femenina.

## Categoría masculina

### Historial
| Edición | Año       | Ganador          | Segundo              | Tercero       |
| ------- | --------- | ---------------- | -------------------- | ------------- |
| -       | 1985      | Santoña          | Camargo              | Astillero     |
| I       | 1986      | Kaiku            | Santoña              | Camargo       |
| II      | 1987      | Mundaca          | Santoña              | Camargo       |
| III     | 1988      | Ciérvana         | Camargo              | Santoña       |
|         | 1989      | no disputada     | no disputada         | no disputada  |
| IV      | 1990      | C. Santander     | Castropol            | Castro        |
| V       | 1991      | Ciérvana         | C. Santander         | Hondarribia   |
| VI      | 1992      | C. Santander     | Hondarribia          | Castropol     |
| VII     | 1993      | C. Santander     | Camargo              | Kaiku         |
| VIII    | 1994      | C. Santander     | Camargo              | Santoña       |
| IX      | 1995      | Orio B           | C. Santander         | Santoña       |
| X       | 1996      | Castropol        | Camargo              | Hondarribia B |
| XI      | 1997      | Hondarribia B    | Santoña-C. Santander | Pedreña       |
| XII     | 1998      | Castro           | Astillero            | Kaiku         |
| XIII    | 1999      | Castro           | Pedreña              | Camargo       |
|         | 2000-2002 | no disputadas    | no disputadas        | no disputadas |
| XIV     | 2003      | Arkote-Elantxobe | Portugalete          | C. Santander  |
| XV      | 2004      | Hondarribia B    | Camargo              | Portugalete   |
|         | 2005      | no disputada     | no disputada         | no disputada  |
| XVI     | 2006      | Isuntza          | San Pedro            | Ondárroa      |
| XVII    | 2007      | Getaria          | San Juan             | Isuntza       |
| XVIII   | 2008      | Kaiku            | Camargo              | Isuntza       |
| XIX     | 2009      | Astillero        | San Juan             | Santurce      |
| XX      | 2010      | Camargo          | Santurce             | Donostiarra   |
| XXI     | 2011      | Urdaibai         | Hondarribia          | Pedreña       |
| XXII    | 2012      | Orio             | Santurce             | Lekitarra     |
| XXIII   | 2013      | Ciérvana         | Lekitarra            | Santurce      |
|         | 2014-2015 | no disputadas    | no disputadas        | no disputadas |
| XXIV    | 2016      | Oiartzun         | Hibaika              | Guecho        |
| XXV     | 2017      | Lapurdi          | San Juan B           | Hibaika       |
| XXVI    | 2018      | Donostiarra B    | Santoña              | Camargo       |
| XXVII   | 2019      | Deusto           | Donostiarra B        | Zarauz        |
| XXVIII  | 2020      | Pedreña          | Camargo              | Astillero     |
| XXIX    | 2021      | Getaria          | Pedreña              | Arkote        |
| XXX     | 2022      | Pedreña          | Arkote               | San Juan      |
| XXXI    | 2023      | San Juan         | Pedreña              | Arkote        |

### Palmarés
| Victorias | Club             | Años                   |
| --------- | ---------------- | ---------------------- |
| 4         | C. Santander     | 1990, 1992, 1993, 1994 |
| 3         | Ciérvana         | 1988, 1991, 2013       |
| 2         | Kaiku            | 1986, 2008             |
| 2         | Orio             | 1995, 2012             |
| 2         | Hondarribia      | 1997, 2004             |
| 2         | Castro           | 1998, 1999             |
| 2         | Getaria          | 2007, 2021             |
| 2         | Pedreña          | 2020, 2022             |
| 1         | Santoña          | 1985                   |
| 1         | Mundaca          | 1987                   |
| 1         | Castropol        | 1996                   |
| 1         | Arkote-Elantxobe | 2003                   |
| 1         | Isuntza          | 2006                   |
| 1         | Astillero        | 2009                   |
| 1         | Camargo          | 2010                   |
| 1         | Urdaibai         | 2011                   |
| 1         | Oiartzun         | 2016                   |
| 1         | Lapurdi          | 2017                   |
| 1         | Donostiarra B    | 2018                   |
| 1         | Deusto           | 2019                   |
| 1         | San Juan         | 2023                   |

## Categoría femenina

### Historial
| Edición | Año       | Ganador       | Segundo       | Tercero       |
| ------- | --------- | ------------- | ------------- | ------------- |
| I       | 2018      | Hibaika       | Donostiarra   | Deusto        |
|         | 2019-2021 | no disputadas | no disputadas | no disputadas |
| II      | 2022      | Hondarribia   | Hibaika       | Deusto        |
|         | 2023      | no disputada  | no disputada  | no disputada  |

### Palmarés
| Victorias | Club        | Años |
| --------- | ----------- | ---- |
| 1         | Hibaika     | 2018 |
| 1         | Hondarribia | 2022 |